# ميا (اسم)

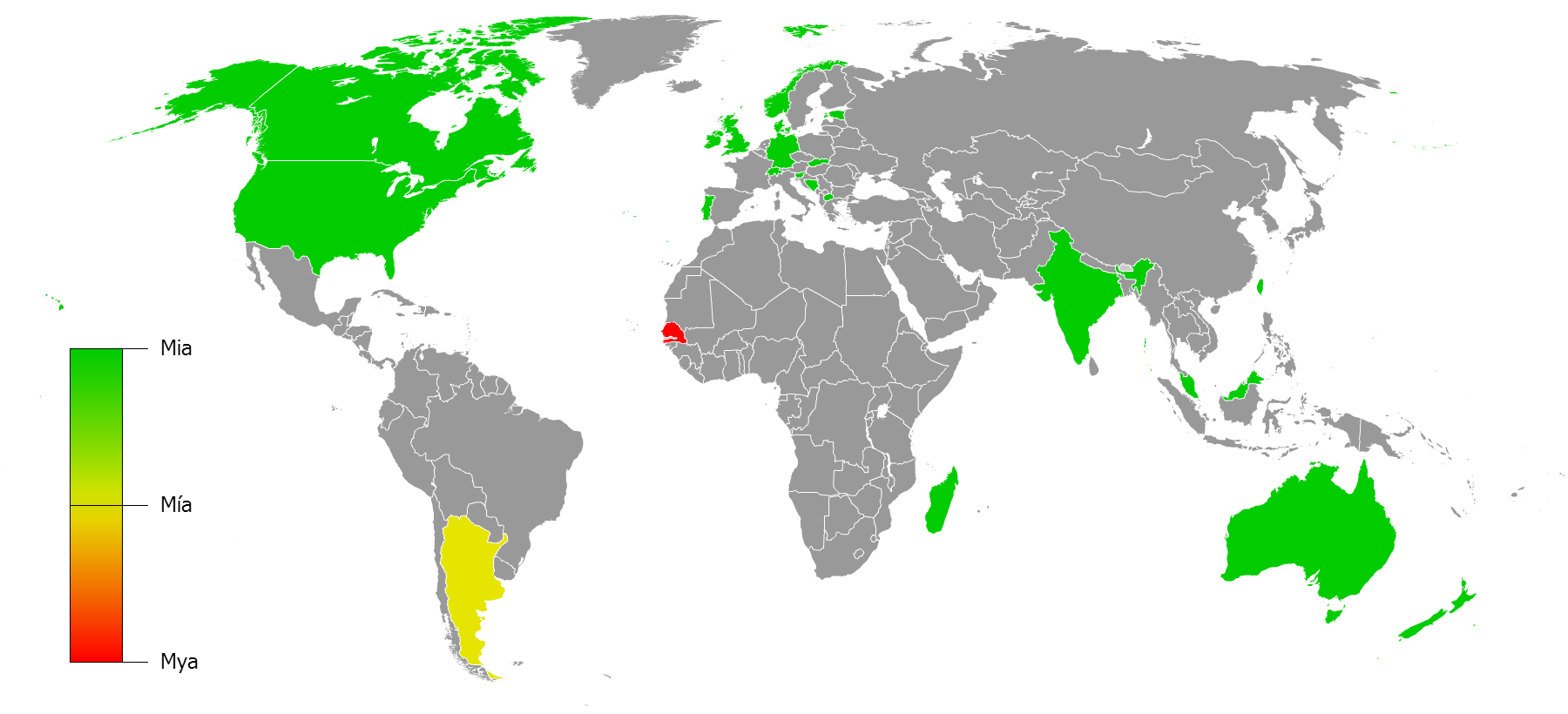
انتشار اسم ميا حول العالم

ميا اسم علم مؤنث عربي معناه: العظيمة . من الأسماء الشاعرية التي جرت على ألسنة الشعراء قديما، مما جعلها خاصة بالشعر ويقول فيها الشاعر ذو الرمة: وكنت إذا ما جئت ميا أزورها أرى الأرض تطوى ويدنو بعيدها.